# Stokmarknes
Stokmarknes és un petit poble situat al municipi de Hadsel, al comtat de Nordland, Noruega. Està situat a la costa nord de l'illa de Hadseløya. La ciutat és el centre administratiu del municipi de Hadsel. El 2000, Stokmarknes va rebre l'«estatus de vila». Segons el cens de 2023 disposava d'una població de 3.496 habitants.
Les estructures més destacables són l'hospital, que ocupa una àrea important de l'arxipèlag, i el camp d'aviació, amb un enllaç regular a la capital de província Bodø.
Des d'un cert punt de la ciutat es poden observar els dos alts ponts que uneixen l'illa de Hadsel amb la de Langøya, en la que tot seguint la carretera d'Europa E10, s'arriba a Sortland, una altra petita ciutat amb un altre impressionant pont, aquesta vegada per unir les illes amb el continent.
Turísticament cal destacar que Stokmarknes és la ciutat on neix la Hurtigrute,que en la traducció literal significa "la ràpida connexió", es tracta de la primera línia de vaixells de vapor que va connectar les illes Vesterålen i fou fundada el 1881 per Richard With. Actualment hi ha un museu que porta el nom d'aquesta companyia de vaixells.
Finalment, cal destacar que com a punt d'esbarjo anualment se celebra una marató al voltant de l'illa, que consta de 42 km.